# Oziel Bordeaux Rêgo
Oziel Bordeaux Rêgo (São Luís, 5 de julho de 1874 — Rio de Janeiro, 22 de outubro de 1926) foi um estatístico brasileiro, autor da primeira estatística sobre instrução no Brasil (1907) e de diversos trabalhos que até hoje permanecem como referência para estudos. OConstruiu as bases para a criação do IBGE em parecer de 1910, onde tratou da reorganização da Diretoria Geral de Estatística.

## Honraria
Foi homenageado com a criação de uma seção na Biblioteca Central do IBGE no dia 26 de julho de 1941. Nela o Instituto Brasileiro de Geografia e Estatística conserva um mural que Oziel consignou, de próprio punho, as linhas capitais do seu plano de ação, destinado a produzir os resultados que perduram nas páginas da estatística escolar de 1907 e no último tomo do Anuário Estatístico do Brasil (Ano I), saído à luz, num volume de 1053 páginas, cerca de um ano após o falecimento de seu organizador. Oziel Bordeaux Rêgo era membro da Sociedade de Estatística de Paris e da Real Sociedade de Estatística de Londres.